# SCANDAL (SCANDALのアルバム)
『SCANDAL』（スキャンダル）は、SCANDALの通算3枚目のベスト・アルバム。2017年2月15日にエピックレコードジャパンから発売された。

## 概要
- バンド結成10周年を記念し、ファン投票で選曲した34曲と新曲「FREEDOM FIGHTERS」と「HELLO」の2曲を追加した全36曲収録の2枚組ベストアルバム。完全生産限定盤、初回生産限定盤、通常盤（初回仕様のみ特典付き）の3形態で発売。
- 2017年3月3日、JPU Recordsより、イギリス・ヨーロッパ盤をリリース[1]。
- アルバム名はバンド名と同じ セルフタイトルである。

## 収録曲

### DISC 1
1. SCANDAL BABY
作詞：TOMOMI、田鹿祐一　作曲：田鹿祐一　編曲：川口圭太、田鹿祐一
1stアルバム『BEST★SCANDAL』収録曲。
2. Stamp!
作詞・作曲：MAMI　編曲：玉井健二、飛内将大
21stシングル。
3. 少女S
作詞：TOMOMI、作曲：田鹿祐一、編曲：イイジマケン
3rdシングル。
4. ピンヒールサーファー
作詞・作曲・編曲：和田唱
14thシングル。
5. S.L. Magic
作詞：RINA　作曲：MASTERWORKS　編曲：MASTERWORKS、SCANDAL
1stシングル「DOLL」カップリング曲。
6. スイッチ
作詞：TOMOMI・田鹿祐一　作曲：田鹿祐一　編曲：川口圭太
6thシングル「太陽と君が描くSTORY」カップリング曲。
7. Departure
作詞・作曲：MAMI　編曲：亀田誠治
18thシングル。
8. Hello! Hello!
作詞：SCANDAL、田中秀典 　作曲：田中秀典　編曲：川口圭太
2ndアルバム『TEMPTATION BOX』収録曲。
9. テイクミーアウト
作詞：RINA　作曲：MAMI　編曲：江口亮
23rdシングル。アルバム初収録。
10. 下弦の月
作詞・作曲・編曲：山口高始
16thシングル。
11. OVER DRIVE
作詞・作曲：中田ヤスタカ　編曲：中田ヤスタカ、nishi-ken
17thシングル。
12. LOVE SURVIVE
作詞：HARUNA、田中秀典　作曲：田中秀典　編曲：篤志
11thシングル。
13. 太陽と君が描くSTORY
作詞：TOMOMI・田中秀典　作曲：田中秀典　編曲：藤井丈司・川口圭太
6thシングル。
14. 会いたい
作詞：HARUNA、尾上文　作曲・編曲：大久保友裕
2ndアルバム『TEMPTATION BOX』収録曲。
15. ちいさなほのお
作詞：RINA　作曲：MAMI 編曲：川口圭太
7thアルバム『YELLOW』収録曲。
16. EVERYBODY SAY YEAH!
作詞：TOMOMI、尾上文　作曲：大久保友裕　編曲：川口圭太
2ndアルバム『TEMPTATION BOX』収録曲。
17. Image
作詞・作曲：MAMI　編曲：川口圭太
20thシングル。
18. FREEDOM FIGHTERS
作詞：RINA 作曲：MAMI　編曲：川口圭太
新曲。

### DISC 2
1. 瞬間センチメンタル
作詞：SCANDAL、小林夏海　作曲：田鹿祐一　編曲：川口圭太
5thシングル。
2. 太陽スキャンダラス
作詞：HARUNA、NAOTO　作曲・編曲：NAOTO
13thシングル。
3. サティスファクション
作詞：TOMOMI、JUNKOO、篤志　作曲：JUNKOO、篤志　編曲：川口圭太
10thシングル「ハルカ」カップリング曲。
4. LOVE ME DO
作詞・作曲：MAMI　編曲：シライシ紗トリ
7thアルバム『YELLOW』収録曲。
5. 夜明けの流星群
作詞：TOMOMI・田中秀典　作曲：田中秀典　編曲：亀田誠治
19thシングル。
6. ビターチョコレート
作詞：TOMOMI　作曲：RINA　編曲：川口圭太
4thアルバム『Queens are trumps -切り札はクイーン-』収録曲。
7. 会わないつもりの、元気でね
作詞・作曲：柳沢亮太　編曲：川口圭太
15thシングル。
8. Welcome home
作詞・作曲：川村結花　編曲：大久保友裕
13thシングル「太陽スキャンダラス」通常盤のカップリング曲。
9. Sisters
作詞：RINA　作曲：MAMI　編曲：玉井健二、百田留衣
22ndシングル。
10. DOLL
作詞：TOMOMI　作曲：トキタサトシ　編曲：西川進、SCANDAL
1stシングル。
11. Flashback No.5
作詞：SCANDAL、玉井健二　作曲：MAMI、玉井健二　編曲：玉井健二、百田留衣
21シングル「Stamp!」カップリング曲。アルバム初収録。
12. カゲロウ -album mix-
作詞：TOMOMI、MASTERWORKS　作曲・編曲：Jin Nakamura
3rdインディーズシングル。本作に収録されているのは、1stアルバム『BEST★SCANDAL』のアルバムバージョン。
13. HARUKAZE
作詞：SCANDAL、一色徳保　作曲：一色徳保　編曲：篤志
12thシングル。
14. one piece
作詞：RINA、田鹿祐一　作曲：田鹿祐一　編曲：THE COMPANY
3rdアルバム『BABY ACTION』収録曲。
15. 声
作詞・作曲：柳沢亮太　編曲：川口圭太
4thアルバム『Queens are trumps -切り札はクイーン-』収録曲。
16. Your Song
作詞・作曲：SCANDAL　編曲：川口圭太
19thシングル「夜明けの流星群」初回生産限定盤A・B、通常盤のカップリング曲。
17. HELLO
作詞：RINA　作曲：MAMI　編曲：江口亮
新曲。
18. SCANDAL IN THE HOUSE
作詞：SCANDAL、古坂大魔王　作曲・編曲：古坂大魔王
17thシングル「OVER DRIVE」のカップリング曲。アルバム初収録。

## 投票結果
1. SCANDAL BABY
2. 声
3. 会わないつもりの、元気でね
4. Departure
5. 瞬間センチメンタル
6. テイクミーアウト
7. HARUKAZE
8. LOVE SURVIVE
9. 太陽と君が描くSTORY
10. 下弦の月
11. Image
12. SCANDAL IN THE HOUSE
13. DOLL
14. ビターチョコレート
15. カゲロウ
16. 会いたい
17. 少女S
18. Flashback No.5
19. 夜明けの流星群
20. one piece
21. S.L. Magic
22. ちいさなほのお
23. スイッチ
24. Your song
25. LOVE ME DO
26. Stamp!
27. Sisters
28. 太陽スキャンダラス
29. Hello! Hello!
30. EVERYBODY SAY YEAH!
31. サティスファクション
32. Welcome home
33. ピンヒールサーファー
34. OVER DRIVE

## 特典
完全生産限定盤
- アパレル・ブランドCandy StripperとコラボしたTシャツ付き

初回生産限定盤
- DVD
  - 2016年9月に8カ国10都市をまわった初の単独ヨーロッパツアーの密着映像を収録。

初回仕様限定盤
- SCANDALランダムステッカー付（全5種のうち1種類ランダム）と特別抽選会参加券を封入。